# Reacher (Fernsehserie)
Reacher ist eine amerikanische Krimi-Thriller-Serie, die auf der Jack-Reacher-Buchserie von Lee Child basiert. Die acht Folgen umfassende erste Staffel, die auf Childs erstem Roman Größenwahn von 1998 (Killing Floor, 1997) beruht, wurde am 4. Februar 2022 auf Prime Video veröffentlicht.

## Handlung

### Staffel 1
Als der pensionierte Militärpolizist Jack Reacher wegen eines Mordes, den er nicht begangen hat, verhaftet wird, findet er sich plötzlich inmitten einer tödlichen Verschwörung wieder. Dank seiner Intuition spürt Reacher schnell, dass in dem idyllischen Örtchen Margrave, Georgia, nichts so ist, wie es den Anschein hat. Zusammen mit dem Chief Detective der lokalen Polizeiwache, Oscar Finlay, sowie der Polizistin Roscoe Conklin beginnt er mit der Aufklärung der im Ort geschehenen mysteriösen Morde. Zu Anfang noch besonnen, werden die Methoden Reachers rabiater, als er feststellt, dass es sich bei einem der Mordopfer um seinen eigenen Bruder handelt.
Die Handlung der Staffel basiert auf dem 1. Reacher-Roman Größenwahn (Killing Floor).

### Staffel 2
Reacher erhält von Frances Neagley die Nachricht, dass Calvin Franz, ihr ehemaliges gemeinsames Teammitglied bei den Special Investigators der 110. Kompanie, ermordet wurde. Er begibt sich daraufhin nach New York, um sich mit ihr zu treffen. Sie beschließen, den Mord aufzuklären und versuchen die anderen Mitglieder ihrer Truppe zu kontaktieren. Sie erreichen jedoch nur David O’Donnell. Im Haus von Major Tony Swan finden sie nur seinen verdursteten Hund. Am Flughafen treffen sie auf Karla Dixon. Gemeinsam begeben sie sich nach Atlantic City und kommen in einem Hotel unter, für das Franz als Sicherheitsberater tätig war. Wenig später erhalten sie die Nachricht, dass Manuel Orozco und Jorge Sanchez ebenfalls ermordet wurden. Nun will Reacher nur noch eins: Rache. Denn mit den Special Investigators legt man sich nicht an.
Die Handlung der Staffel basiert auf dem 11. Reacher-Roman Trouble (Bad Luck and Trouble). Sie wurde allerdings von der West- (Los Angeles / Las Vegas) an die Ostküste (New York / Atlantic City) verlegt.

### Staffel 3
Reacher befindet sich gerade in einem Plattenladen in Abbotsville, Maine, als er durch das Schaufenster Zeuge der Entführung eines College-Studenten wird. Er kann den Entführer erschießen und den jungen Mann in seinem Lieferwagen in Sicherheit bringen. Als ein weiterer Mann auf sie zustürmt, erschießt er auch diesen. Voller Entsetzten stellt er fest, dass der Angreifer keine Waffe, sondern seine Dienstmarke in der Hand hält. Reacher hat einen Cop erschossen. Daraufhin ergreift er mit dem Studenten, der sich als Richard Beck vorstellt, die Flucht. Mit dem Argument, sein Vater sei sehr reich und könne ihn beim Untertauchen helfen, lässt Reacher sich darauf ein, ihn nach Hause zu bringen. Zachery Beck engagiert ihn daraufhin als Mitglied seines Sicherheitsteams.
Einige Tage zuvor: Reacher hält einen Jugendlichen gerade davon ab, eine junge Mutter zu beklauen, als er auf der Straße einen Mann sieht, von dem er glaubte, er sei tot. Mit einem Anruf beim Stab der 110. versucht er den Halter des Wagens herauszubekommen, in den der Mann gestiegen ist. Begeistert davon, den Major Jack Reacher am Telefon zu haben, verspricht der junge Warrant Officer ihn in seinem Motel zurückzurufen. Warrant Officer Powell ruft jedoch nicht zurück. Stattdessen stehen DEA-Agents vor seiner Tür und wollen wissen, welches Interesse er an der Firma Bizarre Bazaar hat, auf die das Auto zugelassen ist.
Agent Susan Duffy erzählt Reacher von einer jungen Informantin, die sie als Bürokraft in Becks Lagerhalle eingeschleust hat und die plötzlich verschwunden ist. Reacher ist sich sofort im Klaren darüber, sollte dieser eigentlich tote Mann, den er als Xavier Quinn kennt, mit dieser Sache zu tun haben, ist die junge Teresa in höchster Gefahr. Sie kommen überein, dass sie sich gegenseitig helfen und inszenieren die Entführung von Richard Beck, um Reacher in das Unternehmen einzuschleusen.
Die Handlung der Staffel basiert auf dem 7. Reacher-Roman Der Janusmann (Persuader).

## Veröffentlichung
Im Februar 2022 gab Prime Video die Verlängerung um eine zweite Staffel bekannt. Diese basiert auf dem 11. Band der Buchserie Trouble von 2010 (Bad Luck and Trouble, 2007). Am 2. Dezember 2023 wurde bekannt, dass die Dreharbeiten zur dritten Staffel begonnen haben. Im Oktober 2024 wurde eine vierte Staffel offiziell bestellt.
Die ersten drei Folgen der zweiten Staffel wurden am 15. Dezember 2023 veröffentlicht. Die weiteren fünf Folgen wurden wöchentlich freitags bei Prime Video online gestellt.
Die ersten drei Folgen der dritten Staffel wurden am 20. Februar 2025 veröffentlicht. Die weiteren fünf Folgen wurden wöchentlich donnerstags bei Prime Video online gestellt.

## Besetzung und Synchronisation
Die Synchronisation entsteht nach einem Dialogbuch von Stephan Rabow und Philip Rohrbeck für die FFS Film- & Fernseh-Synchron (Staffel 1) und Iyuno Germany (Staffel 2). Die Dialogregie führte Stephan Rabow.
| Rolle                             | Darsteller           | Hauptrolle (Episoden) | Nebenrolle (Episoden)      | Synchronsprecher          |
| --------------------------------- | -------------------- | --------------------- | -------------------------- | ------------------------- |
| Jack Reacher                      | Alan Ritchson        | 1.01–                 |                            | Tobias Kluckert           |
| Chief Detective, Lt. Oscar Finlay | Malcolm Goodwin      | 1.01–1.08             | 2.04                       | Martin Kautz              |
| Officer Roscoe Conklin            | Willa Fitzgerald     | 1.01–1.08             |                            | Katharina Schwarzmaier    |
| KJ                                | Chris Webster        | 1.01–1.08             |                            | Wanja Gerick              |
| Bürgermeister Grover Teale        | Bruce McGill         | 1.02–1.08             |                            | Jürgen Kluckert           |
| Frances Neagley                   | Maria Sten           | 2.01–                 | 1.04–1.05, 1.07–1.08       | Julia Meynen              |
| Mosley                            | Willie C. Carpenter  |                       | 1.01–1.02, 1.05–1.06, 1.08 | Reinhard Scheunemann      |
| Stevenson                         | Jonathan Koensgen    |                       | 1.01–1.04, 1.06–1.07       | Jannik Endemann           |
| Josephine Reacher                 | Leslie Fray          |                       | 1.01, 1.03–1.05, 1.07–1.08 | Jessica Walther-Gabory    |
| Paul Hubble                       | Marc Bendavid        |                       | 1.01, 1.06–1.08            | Sebastian Christoph Jacob |
| Charlene Hubble                   | Kristin Kreuk        |                       | 1.02, 1.04, 1.06–1.08      | Marie Bierstedt           |
| Mr. Kliner Sr.                    | Currie Graham        |                       | 1.02–1.03, 1.05–1.06       | Frank Röth                |
| Karla Dixon                       | Serinda Swan         | 2.01–2.08             |                            | Magdalena Turba           |
| David O’Donnell                   | Shaun Sipos          | 2.01–2.08             |                            | Jan Makino                |
| A. M.                             | Ferdinand Kingsley   | 2.01–2.08             |                            | Tobias Nath               |
| Shane Langston                    | Robert Patrick       | 2.01–2.08             |                            | Ronald Nitschke           |
| Gaitano Russo                     | Domenick Lombardozzi | 2.01–2.06             |                            | Michael Iwannek           |
| Jorge Sanchez                     | Andres Collantes     |                       | 2.01–2.02, 2.04–2.05, 2.07 | Tim Schwarzmaier          |
| Manuel Orozco                     | Edsson Morales       |                       | 2.01–2.02, 2.04–2.05, 2.07 | Konrad Bösherz            |
| Calvin Franz                      | Luke Bilyk           |                       | 2.01–2.02, 2.04–2.05, 2.07 | Amadeus Strobl            |
| Tony Swan                         | Shannon Kook         |                       | 2.01–2.02, 2.04–2.05, 2.07 | Dirk Petrick              |
| Stanley Lowrey                    | Dean Monroe McKenzie |                       | 2.01, 2.04, 2.06–2.07      | Erich Räuker              |
| Lt. Col. Hortense Fields          | Josh Blacker         |                       | 2.03–2.04, 2.06–2.07       | Oliver Stritzel           |
| Susan Duffy                       | Sonya Cassidy        | 3.01–3.08             |                            | Johanna von Gutzeit       |
| Richard Beck                      | Johnny Berchtold     | 3.01–3.08             |                            | Tom Ferenc                |
| Guillermo Villanueva              | Roberto Montesinos   | 3.01–3.08             |                            | Sven Gerhardt             |
| Paulie                            | Olivier Richters     | 3.01–3.08             |                            | Stefan Bräuler            |
| Xavier Quinn                      | Brian Tee            | 3.01–3.08             |                            |                           |
| Zachery Beck                      | Anthony Michael Hall | 3.01–3.08             |                            | Frank Röth                |

## Episodenliste

### Staffel 1
| Nr. (ges.) | Nr. (St.) | Deutscher Titel        | Originaltitel        | Erstveröffentlichung USA | Deutschsprachige Erstveröffentlichung (D) | Regie           | Drehbuch        |
| --- | --------- | ---------------------- | -------------------- | ------------------------ | ----------------------------------------- | --------------- | --------------- |
| 1 | 1         | Willkommen in Margrave | Welcome to Margrave  | 4. Feb. 2022             | 4. Feb. 2022                              | Thomas Vincent  | Nick Santora    |
| Der pensionierte Militärpolizist Jack Reacher, der ohne festen Wohnsitz durchs Land reist, kommt auf der Suche nach seinem Idol, dem Blues-Sänger Blind Blake, mit einem Überlandbus im beschaulichen Örtchen Margrave im US-Bundesstaat Georgia an. Kurz nach seiner Ankunft wird er unter vorgehaltener Waffe von der örtlichen Polizei nicht nachvollziehbar wegen Mordverdachts verhaftet. Im Verhör bekräftigt er gegenüber dem ermittelnden Detective Oscar Finlay seine Unschuld und lässt seine eigenen ermittlerischen Fähigkeiten durchblicken. Finlay zweifelt an Reachers Schuld und vernimmt den Bankangestellten Paul Hubble, dessen Telefonnummer im Schuh des noch unbekannten Mordopfers gefunden wurde. Dieser gesteht spontan und bereitwillig den Mord. Hubble zeigt aber, dass er keine Kenntnis über den Tathergang hat, so dass klar wird, dass Hubble den Mord nicht begangen haben kann. Finlay verhaftet Hubble aber dennoch und lässt beide Gefangenen – Reacher und Hubble – zur Untersuchungshaft in ein Bundesgefängnis überstellen, um Hubble so dazu zu bringen, die Wahrheit zu sagen. Nachdem beide nachts im Gefängnis angekommen sind, werden sie von dem diensthabenden Wachmann Spivey zu den lebenslang Inhaftierten eingesperrt und nicht wie vorgesehen in die Untersuchungshaft gebracht. Reacher beschützt Hubble morgens vor den ersten Repressalien von Mithäftlingen. Polizistin Roscoe Conklin hat währenddessen die Militär-Dienstakte von Reacher angefordert. Daraus geht hervor, dass Reacher ein hoch dekorierter Militärpolizist und sehr erfolgreicher Ermittler war. Finlay bleibt dennoch vorerst bei seiner Meinung, dass Reacher der Täter sein könne. Nach einem gescheiterten Angriff einiger Mitgefangenen auf Reacher werden dieser und Hubble schließlich aus dem Gefängnis entlassen. Reacher wird bereits von Conklin erwartet. Sie teilt ihm mit, dass er ein wasserdichtes Alibi hat, da Kameraaufnahmen aus dem Reisebus existieren, in dem er zur Tatzeit saß. Zurück in Margrave, erkundet Reacher zu Fuß die Stadt. Er lernt den örtlichen Friseur sowie den Sohn des wegen seiner Investitionen in Margrave äußerst beliebten Geschäftsmanns Mr. Kliner kennen, KJ (kurz für „Kliner Junior“), der ihn erfolglos mit belastenden Informationen aus seinem früheren Leben beim Militär unter Druck zu setzen versucht. Als Reacher zur Polizeiwache zurückkehrt, um sich von Conklin zu verabschieden, nehmen die Beamten ihn ins Leichenschauhaus mit, da unweit des ersten Mordtatortes eine weitere Leiche entdeckt wurde, die zunächst übersehen worden war. Reacher erkennt, dass es sich dabei um seinen Bruder Joe handelt, zu dem er schon seit mehreren Jahren keinen Kontakt mehr hatte. Reacher beschließt nun, zu bleiben und die Ermittlungen im Mordfall seines Bruders selbst voranzutreiben. |           |                        |                      |                          |                                           |                 |                 |
| 2 | 2         | Frankensteins Monster  | First Dance          | 4. Feb. 2022             | 4. Feb. 2022                              | Sam Hill        | Scott Sullivan  |
| Finlay missfällt es, dass Reacher sich einmischt, er duldet dies aber und stellt ihm Conklin zur Seite. Als die beiden Hubbles Ehefrau Charlie zu der Sache befragen, wird Reacher klar, dass der Angriff im Gefängnis eigentlich Hubble gegolten haben muss. Aufgrund einer Verwechslung hatten die Gefangenen mit Reacher den falschen attackiert. Auch die Einsperrung in den Trakt der lebenslänglich Inhaftierten war vor diesem Hintergrund Absicht. Der Vollzugsbeamte Spivey ist nun verdächtig, da er einem Auftraggeber gehorcht haben muss. Daraus, dass Hubble nicht von der Arbeit zurückgekehrt ist, folgert Reacher, dass dieser inzwischen entweder auf der Flucht oder bereits tot sein dürfte. Der Polizeichef von Margrave, Ed Morrison, wird in der folgenden Nacht in seinem Haus von mehreren Tätern grausam ermordet. Reacher erinnert sich an eine Drohung, von der Hubble ihm im Gefängnis berichtete und die in entscheidenden Details dem Tathergang bei Morrison exakt entspricht. Morrison muss also von den Drahtziehern der Morde getötet worden sein, weil er in seiner Aufgabe versagt hat, Hubble zu beseitigen. Der Bürgermeister von Margrave, Grover Teale, ernennt sich am folgenden Tag selbst zum Polizeichef und gibt Finlay die Anweisung, seine Ermittlungen auf Morrisons Ermordung zu beschränken, die er für eine Rachetat eines früheren Verhafteten hält. Da Finlay die Ermittlungen zu den ersten beiden Morden ausdrücklich ruhen lassen soll, ahnt er, dass das wahre Motiv dieser Anweisung die Vertuschung der ersten Morde ist, und geht nur zum Schein darauf ein. Reacher empfiehlt, Charlene Hubble und ihren Kindern Zeugenschutz zukommen zu lassen, und Finlay bringt dazu einen Freund, den in Atlanta tätigen FBI-Agent Picard, ins Spiel. Dieser willigt ein, drängt Finlay aber zur Eile: Picard kann das nur vorübergehend in seiner Urlaubszeit tun, da das FBI nicht involviert ist, und seine eigene Karriere beim FBI würde gefährdet, wenn das herauskäme. Reacher hat unterdessen als vermeintlicher Detective Finlay telefonisch ein Treffen mit Spivey vereinbart, doch dieser wird misstrauisch. Reacher wird nach seiner Ankunft am Treffpunkt von zwei Spanisch sprechenden Handlangern attackiert und muss flüchten, sodass Spivey entkommen kann. Aus den beachtlichen Kampfkünsten dieser Handlanger schließt Reacher, dass es sich um ehemalige südamerikanische Elitesoldaten handeln muss. Conklin, die Reacher weiterhin für Finlay im Auge behalten soll, nimmt ihn schließlich mit in eine im angrenzenden Bundesstaat Alabama gelegene Bar, wo er beginnt, ihr von seiner Vergangenheit zu erzählen. Auf der Heimfahrt nach Margrave stellen die beiden an einer Straßensperre fest, dass die einzige Straße überflutet wurde, und so müssen sie die Nacht in einem Motel verbringen, wo sie ein weiteres Gespräch führen. |           |                        |                      |                          |                                           |                 |                 |
| 3 | 3         | Falschgeld             | Spoonful             | 4. Feb. 2022             | 4. Feb. 2022                              | Stephen Surjik  | Aadrita Mukerji |
| Roscoe und Reacher kehren am folgenden Vormittag nach Margrave zurück und stellen fest, dass in Roscoes Haus eingebrochen wurde. Reacher erkennt, dass dafür offenbar die gleichen Täter verantwortlich waren, die auch die ersten Morde begangen hatten. In die Haustür ist von innen eine Botschaft eingeritzt, die deutlich macht, dass die Täter wiederkommen werden. Auf Reachers Drängen hin überlässt Roscoe ihm die Dienstwaffe von Detective Gray, ihrem ehemaligen Vorgesetzten und Mentor, der auch der Vorgänger von Finlay als Detective in Margrave war und vor einiger Zeit Suizid begangen hat. Sie ermahnt ihn aber, sich in der Benutzung der Waffe zurückzuhalten. Anschließend packt sie ihre Sachen, da Reacher ihr empfiehlt, bis zur Klärung des Falls nicht mehr in ihrem Haus zu schlafen. Die Dreiergruppe misstraut mittlerweile den anderen Beamten im Polizeirevier von Margrave, die sie für mögliche Mitwisser hält. Sie werden von Joes Kollegin Molly Beth Gordon vom Secret Service kontaktiert. Es wird klar, dass Joe als Leiter einer Sondereinheit für organisierte Falschgeldkriminalität eine geheime Ermittlung in Margrave durchführte. Das erste Mordopfer wurde mittlerweile als ein Kraftfahrer namens Pete Jobling identifiziert, der für ein Unternehmen des Kliner-Konzerns tätig war. Dieser hatte Jahre zuvor durch Kliner Industries in einem Rechtsstreit einen Anwalt gestellt bekommen. Außerdem hat Finlay mittlerweile die Wohnanschrift von Spivey ermittelt und die Gruppe teilt sich auf. Reacher schüchtert erfolgreich Joblings Anwalt ein und erhält dessen Fallakte. Finlay fährt unterdessen ins benachbarte Alton County, verschafft sich dort illegal Zutritt zu Spiveys Wohnung und findet einen Hinweis darauf, dass Spivey zuletzt oft mit Kliner Industries telefoniert hatte. Er wird aber von der örtlichen Polizei zusammengeschlagen und festgenommen, da sie ihn für einen Einbrecher hält. Nachdem Conklin Finlay auf dem Polizeirevier von Alton County abgeholt hat und die Gruppe die neuen Erkenntnisse ausgetauscht hat, besuchen die beiden Männer Kliner Sr. persönlich und Finlay setzt ihn unter Druck. Kliner verlangt, die Ermittlungen gegen ihn einzustellen, weil er ein angesehener Unternehmer und Wohltäter für Margrave sei, und bedroht dabei auch erfolglos Finlays Karriere. Reacher überredet Finlay nach diesem Gespräch, sich ebenfalls vorerst unter falschem Namen in einem Motel einzuquartieren. Auf dem Gelände von Kliner Industries fällt Reacher auf, dass enorm viel Tierfutter verladen wird. Dies passt nicht zu dem eher überschaubaren Tierbestand von Kliner, doch Roscoe und Finlay halten diese Beobachtung für nachrangig. Roscoe wird von KJ angesprochen, der sie warnt, dass Reacher ein Mörder sei. Roscoe gibt sich davon unbeeindruckt und fährt davon. Finlay wird von Teale unter Druck gesetzt, der von Finlays Anschuldigungen gegen Kliner erfahren hat. Teale weist Finlay nochmals an, nur noch wegen Morrisons Tod zu ermitteln. Bald darauf erhält Finlay einen Anruf von Agent Picard, der für ihn nach verloren gegangenen Mietfahrzeugen in Georgia gesucht hatte, weil das Trio hofft, herauszubekommen wie Joe nach Margrave gekommen war und wo er abgestiegen war. Picard berichtet ihm von einem ausgebrannten Fahrzeug in der Nähe von Margrave. Unter dem Vorwand, es wäre einem Straftäter zuzuordnen, der als Mörder von Morrison in Frage kommt, fährt Finlay zum Fundort. Reacher sucht weiter nach Spivey. Er besucht die Bar, deren Parkplatz der Treffpunkt des ersten gescheiterten Treffens war, den Spivey ausgewählt hatte. Nachdem er Hinweise auf eine Flucht Spiveys gefunden hat, wird er erneut von zwei südamerikanischen Söldnern mit dem Auto verfolgt, die ihn töten wollen. Reacher täuscht die beiden und erschießt sie hinterrücks. Bei der anschließenden Durchsuchung der Toten und ihres Fahrzeugs entdeckt er Spiveys Leiche in ihrem Kofferraum. |           |                        |                      |                          |                                           |                 |                 |
| 4 | 4         | Joes Geheimnis         | In a Tree            | 4. Feb. 2022             | 4. Feb. 2022                              | Christine Moore | Cait Duffy      |
| Reacher verstaut die Leichen im Kofferraum ihres eigenen Fahrzeugs, bevor er zu Finlays Standort fährt, der das Fahrzeugwrack gefunden hat. Reacher berichtet den beiden von dem Vorfall mit den beiden Söldnern. Er nimmt Roscoe mit, um die Leichen samt Fahrzeug am internationalen Flughafen von Atlanta zu verstecken. Roscoe konfrontiert Reacher mit KJs Anschuldigung. Reacher erklärt ihr, dass er während seines Dienstes im Irak drei Zivilisten getötet hat, die er zuvor dabei erwischt hatte, wie sie eine Gruppe von Jungen sexuell missbrauchten. Roscoe äußert Verständnis dafür und die beiden einigen sich, einander zu vertrauen und zusammenzuarbeiten. Nachdem sie das Fahrzeug mit den Leichen ungesehen am Flughafen in Atlanta geparkt haben, nehmen Reacher und Roscoe sich ein Hotelzimmer unter falschen Namen. Reacher wird dort von Molly Beth Gordon angerufen, die Joes Fallakten kopiert. Er überredet sie, die Kopien persönlich nach Atlanta zu bringen, um keine digitalen Spuren zu hinterlassen. Roscoe konfrontiert ihn mit ihrem Eindruck, dass er eigentlich gern mit Leuten über Joe sprechen würde, woraufhin er sich ihr etwas öffnet. Anschließend schlafen die beiden miteinander. Am nächsten Tag besuchen Reacher und Roscoe das Haus von Pete Jobling. Dessen Partnerin ahnte kriminelle Verstrickungen ihres Mannes und ist deshalb weder überrascht noch erschüttert darüber, dass er tot ist. In Joblings Garage finden sie leere Klimaanlagenverpackungen, von denen Reacher vermutet, dass sie zum Transport gefälschten Bargelds verwendet wurden. Picard teilt Finlay unterdessen telefonisch mit, er habe einen Hinweis auf das Motel, in dem Joe vor seinem Tod übernachtet hat. Dieser schickt Reacher und Roscoe zu Picard nach Atlanta. Als die beiden nach dem Treffen mit Picard dem neuen Hinweis nachgehen, stellen sie fest, dass jemand Joes Sachen bereits kurz zuvor abgeholt hat. Reacher folgert richtigerweise, dass Joe einen wichtigen, geheimen Hinweis nicht bei den am wichtigsten wirkenden Gegenständen verstecken würde, und findet schließlich Joes Anzug im Müll neben dem Motel. Darin befindet sich eine versteckte Notiz, die zu dem Zettel passt, der im Schuh des ersten Mordopfers steckte, und die Telefonnummern von Joes weiteren Kontaktpersonen preisgibt. Reacher und Roscoe werden von zwei weiteren Söldnern angegriffen, können die Angreifer aber ausschalten. Zurück im Versteck berät das Trio, wie die Söldner so schnell von Joes Motel erfahren konnten. Reacher mutmaßt, dass es mit etwas Überwachungstechnik ein leichtes gewesen wäre, ihn, Conklin und Picard bei ihrem konspirativen Gespräch in Atlanta zu belauschen. Die Kontaktdaten auf dem gefundenen Zettel führen zu einer Bundesbehörde für Umweltschutz sowie zu zwei Professoren, die derzeit noch außer Landes auf einem Kongress weilen. Es entsteht der Verdacht, dass die ganze Sache größer sein könnte als bisher gedacht, dass also auch Bundesbeamte involviert sein könnten und niemand mehr sicher ist. Reacher versichert sich für die weitere Recherche der Unterstützung einer alten Bekannten namens Frances Neagley, mit der er bei der Militärpolizei diente und der er absolut vertraut. Molly Beth Gordon reist am folgenden Morgen wie vereinbart mit den Kopien nach Atlanta, aber jemand tötet sie am U-Bahnhof und stiehlt die Akten, Sekunden bevor Reacher sie erreicht. |           |                        |                      |                          |                                           |                 |                 |
| 5 | 5         | Der Wikinger           | No Apologies         | 4. Feb. 2022             | 4. Feb. 2022                              | Norberto Barba  | Scott Sullivan  |
| Nach dem Tod von Molly Beth Gordon, deren Leiche die Gruppe zurücklassen musste, hegt Reacher Schuldgefühle, weil sie sich nur Joe zuliebe und auf seine Bitte hin in Gefahr gebracht habe. Als er an einer Tankstelle Roscoe antrifft, wie sie versucht, von ihrem Truck das mit roter Farbe aufgebrachte Wort „Hure“ abzuwaschen, konfrontiert er KJ, der unter anderem mit seinem Cousin Dawson in einem Café in Margrave sitzt. Von den Provokationen KJs, der ihn einen Kriegsverbrecher nennt, lässt Reacher sich nicht locken, hinterfragt aber KJs Charakter und ohrfeigt ihn schließlich. Das sich anschließende Handgemenge wird durch das Auftreten von Finlay, Roscoe und Kliner Sr. beendet. Reacher wird als der Aggressor dargestellt und Finlay versucht, Kliner zu beschwichtigen, während Roscoe Reacher nach draußen begleitet. Kliner Sr. verzichtet zwar darauf, Reacher anzuzeigen, aber Roscoe wird von Teale angerufen und wegen „unterdurchschnittlicher“ Polizeiarbeit gefeuert, da die Lüge wegen des Fahrzeugwracks auf sie zurückgefallen ist. Reacher stellt fest, dass man ihr und Finlay nun offenbar misstraut. Das Trio ist aber weiter entschlossen, die Ermittlung fortzusetzen. Reacher hinterfragt, ob Gray Suizid begangen hat, denn sein Verhalten in der letzten Zeit entsprach nicht dem üblichen Verhalten von Selbstmordkandidaten. Er vermutet, dass Gray mehr von seiner Arbeit hinterlassen hat als bisher bekannt. Als Reacher die edle Holzbox untersucht, in der sich Grays Pistole befand, findet er in einem Geheimfach einen Schlüssel. Das Schloss dazu gehört zu einer Truhe, die Gray beim örtlichen Friseur versteckt hatte – dass er diesen nach Roscoes Aussage wöchentlich aufsuchte, obwohl er kaum Haare auf dem Kopf hatte, ist der entscheidende Hinweis. Die Akten in der Truhe zeigen, dass Gray Ermittlungen gegen Kliner angestellt hatte. Reacher folgert, dass Kliner von Margrave aus operiert, weil die Stadt ideal gelegen ist, um unbemerkt illegale Güter wie Falschgeld im gesamten Südosten der USA zu verteilen. Stichhaltige Beweise finden sich in den Akten aber nicht; man muss an gefälschtes Geld herankommen, um Kliners Taten zu beweisen. Reacher trifft sich am nächsten Morgen in Memphis, Tennessee mit Frances Neagley. Diese berichtet, dass ein Ermittler der Environmental Protection Agency, einer Bundesbehörde für Umweltschutz, der einer der Kontakte von Joe gewesen war, nach Recherchen über eine Gewässerverseuchung in Tennessee ermordet worden war. Der ermittelnde Polizist namens Officer Aucoin verfüge über Hinweise auf den möglichen Killer von Joe und Jobling. Die beiden bringen auch in Erfahrung, dass für die massive Kontamination des örtlichen Flusses eine Firma verantwortlich ist, die zum Kliner-Konzern gehörte und vor einigen Jahren abgewickelt wurde. Roscoe Conklin befragt unterdessen den Gerichtsmediziner zu der seinerzeit durchgeführten Autopsie an Detective Gray. Dieser zeigt ihr Fotos, die auch eine Kopfwunde aufzeigen. Roscoe erkennt, dass die Wunde von Grover Teales Gehstock verursacht worden sein muss, der Suizid seinerzeit also fingiert wurde. Wutentbrannt fährt sie ins Polizeirevier, schlägt Teale und beschimpft ihn als Mörder. Finlay greift ein, beschwichtigt Teale und bringt Roscoe aus der Stadt, um sie dem Zugriff Teales und seiner Mitwisser zu entziehen. Da gleichzeitig Picard als Beschützer für Charlene Hubble und deren Kinder ersetzt werden muss, übernimmt Roscoe diese Aufgabe. In Memphis treffen sich Reacher und Neagley mit Officer Aucoin und seinem Partner Ribidoux. Von einem Informanten aus der lokalen Verbrechensszene erfahren die vier den Decknamen des gesuchten Killers, der nur als „der Wikinger“ bekannt ist. Auf dem Rückweg werden Reacher und Neagley von den Cops auf dem Rücksitz des Polizeidienstwagens mitgenommen. Der auf dem Fahrersitz sitzende Ribidoux offenbart sich als Mitwisser und erschießt Aucoin, wobei er unter Tränen zugibt, zu seinem Handeln erpresst zu werden, weil seine Familie bedroht wird. Er plant, Reacher und Neagley zu töten, diese sorgen jedoch dafür, dass Ribidoux die Kontrolle über das Fahrzeug verliert und es in einen See steuert. Reacher und Neagley können sich aus dem Fahrzeug befreien, während Ribidoux eingeklemmt wird und ertrinkt. Finlay, der Reacher gegenüber angekündigt hatte, nachts in Kliners Büro einzubrechen um Beweise zu sammeln, stellt bei diesem Unterfangen fest, dass Kliner Sr. brutal ermordet wurde. |           |                        |                      |                          |                                           |                 |                 |
| 6 | 6         | Auf der Flucht         | Papier               | 4. Feb. 2022             | 4. Feb. 2022                              | Omar Madha      | Aadrita Mukerji |
| Finlay wird morgens von KJ und dessen Cousin Dawson für seine früheren Anschuldigungen gegen Kliner Sr. angefeindet. Teale befiehlt ihm, sich vom Tatort fernzuhalten. Finlay zeigt Reacher Fotos von Kliner Seniors Leiche, und Reacher erkennt an der tödlichen Wunde, dass die Täter Venezolaner sein müssen. Außerdem mutmaßt Reacher, dass der Mord an Kliner Sr. einen Führungswechsel in der kriminellen Organisation bedeutet. Da er mit Fehlern der neuen Anführer rechnet, beschatten Finlay und Reacher Dawson Kliner, der einen Truck fährt, in dem die beiden Falschgeld vermuten. Dabei gesteht Finlay, dass der wahre Grund, warum er nach Margrave kam, nicht wie von Reacher vermutet eine Scheidung war, sondern der Tod seiner Frau Sharon nach langer Krankheit. Die beiden folgen Dawson zu einem Motel und brechen den Lieferwagen nachts auf, um die Ladung zu prüfen. Obwohl Dawson misstrauisch ist und den Wagen kontrolliert, kann Reacher die Ladefläche einsehen, sie ist überraschenderweise leer. Es wird beiden klar, dass sie das System der Kliners nicht durchblicken. Reacher beschließt, die beiden Professoren von Joes Zettel zu erreichen, die wieder im Lande sein müssten. Einer der Professoren wurde bereits ermordet, doch die andere Professorin auf Joes Kontaktliste, Kate Castillo, geht ans Telefon und Reacher erklärt ihr das weitere Vorgehen, um ihr Überleben zu sichern. Zwei venezolanische Attentäter spüren die Blockhütte auf, in der Charlene Hubble und ihre Kinder von Picard versteckt wurden. Roscoe erkennt die Bedrohung, bereitet Charlie und die Kinder auf eine Flucht vor und versucht die Söldner auszuspähen. Als sie sich versehentlich verrät und die Attentäter sie zu verfolgen beginnen, flieht sie mit Charlene und den Kindern durch den Wald. Sie schickt Charlie mit ihren Töchtern zu einem Treffpunkt und stellt die Attentäter, die sie mit etwas Glück eliminieren kann. Morgens fährt Reacher nach New York City, wo sich Professor Castillo beim NYPD in Sicherheitsgewahrsam gegeben hat. Im Gespräch mit Castillo, die Professorin für internationale Geldwirtschaft mit Spezialgebiet Falschgeld ist, kommt heraus, dass Kliner nicht wie bisher vermutet Falschgeld aus Südamerika importiert, um es in den USA zu verteilen, sondern umgekehrt – Es werden in den USA falsche Hundert-Dollar-Scheine (so genannte „Superbills“) hergestellt, um sodann an einen Kunden in Venezuela verschickt zu werden. Allerdings ist unbekannt, wie Kliner an das Spezialpapier kommt, das für den Druck notwendig ist, da die einzige zur Herstellung berechtigte Druckerei in den USA extrem gesichert ist. Roscoe findet Charlie und die Kinder morgens am vereinbarten Treffpunkt und das Quartett wartet in einem Diner auf Picard. Als Roscoe Charlie erklärt, was Finlay zuvor in Erfahrung gebracht hatte – dass Paul schon seit über einem Jahr nicht mehr für die Bank arbeitete, bei der er zuvor beschäftigt war – verrät diese, dass sie das die ganze Zeit wusste, und aus Angst geschwiegen hatte, um die Familie zu schützen. Paul war ausgetrickst worden, um für Kliner Geld zu waschen, und musste dann dabei zusehen, wie ein Mann zur Bestrafung gekreuzigt wird, um seine Loyalität zu erzwingen. Picard erscheint schließlich und lädt Roscoe, Charlie und ihre Töchter in seinen Wagen. Reacher sorgt in New York dafür, dass Castillo bis zur Klärung des Falls Polizeischutz erhält. Kurz darauf wird er von einem weiteren venezolanischen Attentäter mit einem Messer angegriffen. Reacher erwürgt den Killer schließlich mit seiner Krawatte. |           |                        |                      |                          |                                           |                 |                 |
| 7 | 7         | Einer gegen alle       | Reacher Said Nothing | 4. Feb. 2022             | 4. Feb. 2022                              | Lin Oeding      | Scott Sullivan  |
| Officer Stevenson beklagt sich abends im Gespräch mit seiner schwangeren Frau darüber, dass er nichts über den Verbleib der Hubbles erfährt, mit denen er verschwägert ist, und dass Teale die Ermittlungen absichtlich ins Leere laufen lässt. Als die beiden zu Bett gegangen sind, fährt ein Pickup vor und vier in Schutzanzüge gekleidete, bewaffnete Personen steigen aus – wie zuvor bei Morrison. Am kommenden Morgen werden die Stevensons brutal gefoltert und ermordet aufgefunden, wenngleich das Vorgehen ein anderes war als bei Morrison. Reacher kommt dadurch im Gespräch mit Finlay zu dem Schluss, dass Stevenson nicht Teil des Komplotts war. Stevenson wurde gefoltert und ermordet, um Informationen über Finlays und Reachers Ermittlungen preiszugeben, denn beide Seiten hielten Stevenson für einen Mitwisser der jeweils anderen Seite. Teale erscheint am Tatort und feuert Finlay wegen Inkompetenz. Dieser will weitermachen, muss aber zumindest erst einmal Stevensons Eltern die Todesnachricht überbringen, weil es seine Pflicht als dessen Vorgesetzter ist. Reacher entwickelt einen Plan. Er gibt vor, sich Baker anzuvertrauen, dem nun verbleibenden letzten Officer von Margrave, den er für einen Mitwisser der Drahtzieher hält. Er konstruiert ihm gegenüber ein Szenario, in dem Finlay der Mörder und Drahtzieher des Komplotts ist, und erklärt, er werde am folgenden Abend Hubbles Haus durchsuchen, um Beweise für Finlays Korruption zu finden. Er geht davon aus, dass Baker dies weitergibt und so das Killerkommando auf den Plan ruft. Finlay stattet unterdessen Stevensons Eltern den beabsichtigten Kondolenzbesuch ab. Reachers Plan geht auf. Das fünfköpfige Killerkommando, das von Dawson Kliner angeführt wird, erscheint abends schwer bewaffnet bei Hubbles Haus und plant, Reacher zu töten. Dieser erwartet die Killer aber bereits und tötet alle fünf, sammelt deren Waffen ein und deponiert sie im Kofferraum von Paul Hubbles grünem Bentley, den er sich bereits einige Zeit zuvor aus dessen Garage „geborgt“ hatte. In der Folge fügen sich die Informationen der Environmental Protection Agency über die Gewässerverschmutzung in Tennessee, die Informationen von Professorin Castillo, und die enormen Mengen an Tierfutter zu einem Bild zusammen, als Reacher begreift, dass handelsübliches Tierfutter Chemikalien enthält, die als Bleichmittel genutzt werden können. Das Papier wird aus 1-Doller-Scheinen gewonnen, die im großen Stil gesammelt und gebleicht werden, um dann als „Superbills“ neu bedruckt zu werden. Reacher telefoniert mit Finlay. Dieser bemerkt, dass drei weitere venezolanische Attentäter in seiner Motelanlage nach ihm suchen, um ihn zu töten. Reacher hilft Finlay aus der Ferne dabei, dem Angriff zu entgehen, und informiert ihn über seine Erkenntnisse. Joes weitere Notizen weisen unter anderem auf Joblings Haus hin, so dass Reacher und Finlay am Morgen dorthin zurückkehren. Sie stellen aber fest, dass es abgebrannt ist. Reacher, der sehr auf Details achtet, vermutet, dass in Joes Notiz nicht Joblings eigenes Haus gemeint war, sondern das seiner Eltern. Sie finden in deren Garage mehrere weitere Klimaanlagenkisten, die mit gefälschten Geldscheinen gefüllt sind, und die sie in den Bentley laden. Finlay fährt voraus, um sich mit Picard zu treffen, da nun alles vorhanden ist, um Kliners Geldfälscherei aufzudecken, und Reacher erhält auf seinem Weg zum Treffpunkt einen Anruf von Neagley, die mehr über den Wikinger herausbekommen hat. Dieser ist bereits vor einiger Zeit gestorben, war aber selbst Bundesbeamter beim FBI in Atlanta. Neagley will Reacher den Namen des ehemaligen Partners des Wikingers nennen, doch Reacher kennt ihn bereits – denn als er am Treffpunkt ankommt, wartet Picard bereits mit gezogener Waffe auf ihn, zusammen mit KJ und Teale. Finlay wurde bereits gefangen genommen und auch Reacher muss sich ergeben. |           |                        |                      |                          |                                           |                 |                 |
| 8 | 8         | Der letzte Kampf       | Pie                  | 4. Feb. 2022             | 4. Feb. 2022                              | MJ Bassett      | Nick Santora    |
| Nachdem Reacher von Teale entwaffnet worden ist, zeigt KJ ihm einen Live-Stream der gefangenen Roscoe, er hält sie und die Hubbles als Geiseln. Es ist inzwischen klar, dass Paul Hubble untergetaucht ist. Er wollte aussteigen und muss daher sterben. KJ weist Reacher an, Hubble aufzuspüren, und stellt ihm Picard als Aufpasser zur Seite. Er stellt ein Ultimatum bis zum kommenden Morgen, danach sollen Hubbles Familie, Roscoe und Finlay sterben, wenn Picard bis dahin nicht bestätigt, dass Hubble aufgespürt und eliminiert ist. Reacher hinterfragt KJs Absichten. Es wird klar, dass KJ ein Sadist ist, der alle Morde begangen hat, einschließlich dem Mord an seinem eigenen Vater und dem an Joe. Er will die Operation seines Vaters übernehmen, weil dieser nicht bereit gewesen sei, größer zu denken, und wird außer Hubbles Töchtern jeden Mitwisser töten, selbst wenn Reacher kooperiert. Reacher macht sich mit Picard in dem Bentley auf den Weg. Sie halten an einem Diner und Reacher stellt mittels einer Landkarte und eines Stiftes Überlegungen über wahrscheinliche Fluchtorte Hubbles an. Picard, der in jedem Verhalten stets einen Trick von Reacher vermutet, reagiert mit Unglauben auf dessen zügiges Fazit, Hubble müsse nach Augusta geflohen sein. Reacher besteht aber auf der Logik seiner Überlegung. Beim Aufbrechen sorgt Reacher für eine Ablenkung und nimmt eine Gabel aus dem Diner mit, mit der er unbemerkt einen Reifen des Bentleys beschädigt. Einige Meilen später wird klar, dass der Reifen Luft verliert, und Reacher überzeugt Picard davon, dass sie den Reifen wechseln müssen. Als Reacher den Kofferraum öffnet, kann er sich bewaffnen, und es entsteht eine Pattsituation. Reacher schlägt vor, dass beide ihre Waffen ablegen, um die Suche fortsetzen zu können, aber trickst Picard dabei aus und schießt ihn an. Dieser fällt eine Böschung hinunter und Reacher, der ihn nicht mehr auffinden kann, fährt schließlich mit der Suche fort. Dank seiner Erfahrung findet er Hubble sehr schnell in einem Motel in Augusta. Dieser bestätigt, dass er aussteigen und seine Familie retten will. Da KJs Ultimatum hinfällig ist, weil Picard nicht mehr anrufen kann, eilen die beiden nach Margrave, um die Verbrecher noch in der Nacht auszuheben. Finlay wird im Polizeirevier von Margrave von Baker festgehalten und zusammengeschlagen. Reacher fährt mit voller Wucht mit einem Auto in das Polizeirevier, wobei er Baker tödlich verletzt, und befreit Finlay. Kurz darauf trifft auch Neagley ein, die einen versteckten Hilferuf von Reacher in ihrem letzten Telefonat verstanden hatte. Um Kliners Lagerhaus zu stürmen und die Geiseln zu befreien, rüsten sich die vier mit Waffen aus dem Polizeirevier aus. Neagley und Reacher eliminieren die Wachen außerhalb des Gebäudes und Reacher legt mit Benzin aus dem Bentley ein Feuer, um für Verwirrung zu sorgen. Die Ablenkung gelingt. Während der Brand sich rasch in der Halle ausbreitet, dringt das Quartett in das Gebäude ein und es entbrennt ein Feuergefecht, bei dem nach und nach alle Handlanger getötet werden. Paul findet seine Familie und bringt sie aus der Halle. Finlay wird überraschend von Picard gestellt, der irgendwie nach Margrave zurückkehren konnte, und tötet den korrupten Agenten schließlich. Roscoe wird von Teale angegriffen, überwältigt ihn aber und kettet ihn mit Handschellen an das Gitter, an das sie selbst zuvor gefesselt war. Als er eine Waffe auf sie zu richten versucht, erschießt sie ihn in Notwehr mit Grays Waffe, die sie Teale zuvor abgenommen hatte. Als alle anderen Überlebenden das Lagerhaus verlassen haben, findet der abschließende Kampf zwischen KJ und Reacher statt. KJ beweist nochmals, dass er ein Psychopath ist, der keinerlei Mitgefühl für andere Lebewesen verspürt, wird nach einem Feuergefecht schließlich von Reacher überlistet und kommt in den Flammen um. Reacher geht nach draußen, wo die anderen auf ihn warten. Eine Rückblende enthüllt die Herkunft der französischen Tapferkeitsmedaille, die Reacher zu Beginn bei sich trug und die beschlagnahmt worden war: Reachers Mutter hatte sie ihm geschenkt, bevor sie nach langer Krankheit verstorben war; sie hatte seinem Großvater gehört. Diese Medaille vergräbt Reacher an dem Ort, an dem sein Bruder starb. Er unterhält sich mit Roscoe, die ihn fragt, ob er weiter müsse. Er erklärt ihr, dass er für sie bleiben würde, sie fordert das aber nicht von ihm ein. Er ermutigt sie, für das frei gewordene Bürgermeisteramt zu kandidieren. In dem Diner, in dem er zu Beginn der Ereignisse verhaftet worden war, trifft er kurz darauf Finlay. Finlay erklärt ihm, dass er bereit ist, neu anzufangen, und dass er sich weiterhin als Detective von Margrave sieht. Um sich eine Vernehmung durch die inzwischen im Ort eingetroffenen FBI-Ermittler zu ersparen, macht sich Reacher schließlich auf den Weg, nachdem beide nochmals ihre Sympathie füreinander bekundet haben. |           |                        |                      |                          |                                           |                 |                 |

### Staffel 2
| Nr. (ges.) | Nr. (St.) | Deutscher Titel                      | Originaltitel                 | Erstveröffentlichung USA | Deutschsprachige Erstveröffentlichung (D) | Regie         | Drehbuch                          |
| --- | --------- | ------------------------------------ | ----------------------------- | ------------------------ | ----------------------------------------- | ------------- | --------------------------------- |
| 9 | 1         | Tiefer Fall                          | ATM                           | 15. Dez. 2023            | 15. Dez. 2023                             | Sam Hill      | Nick Santora                      |
| Gut zweieinhalb Jahre nach den Ereignissen in Georgia erhält Reacher von Neagley die Nachricht, dass ihr ehemaliges Teammitglied in der 110. MP Special Investigations Unit, Calvin Franz, ermordet wurde. Er fliegt daraufhin nach New York City, um sich mit ihr zu treffen. Neagley war es gelungen, an den Autopsiebericht zu kommen und Reacher kommt zu dem Schluss, dass Franz zunächst gefoltert und dann im bewaldeten Hinterland in großer Höhe aus einem Helikopter geworfen wurde. Da sie dem NYPD nicht zutrauen, den Fall zu lösen, beschließen sie, eigene Mordermittlungen anzustellen. Als sie Franz’ Familie besuchen, erfahren sie, dass er ein Büro in Brooklyn hat, das aber ebenso wie sein Haus vollkommen durchwühlt wurde. Reacher und Neagley begeben sich mit dem Schlüssel, den ihnen seine Frau Angela gibt, dorthin und stellen fest, dass die Einbrecher vermutlich nichts gefunden haben. Am Schlüsselbund entdecken sie jedoch einen Postfachschlüssel der gegenüberliegenden US-Postal-Filiale, die aber schon geschlossen hat. Tags darauf finden sie in einem Postfach neben verschiedenen Briefen einen USB-Stick. Währenddessen kommt ein Mann namens Adian Mount am Flughafen in Los Angeles an. Nachdem er seinen Reisepass verbrannt hat, trifft er sich mit zwei Männern, die ihm neue Ausweise übergeben. Nachdem er sich von der Qualität der Papiere überzeugt hat, tötet er die beiden Boten. Neagley und Reacher trennen sich, um verschiedene Besorgungen zu machen. Als sie sich im Hotel wieder treffen, finden sie ihre Zimmer komplett verwüstet vor. Allerdings ist ihr Teammitglied David O’Donnell zwischenzeitlich eingetroffen. Gemeinsam knacken sie das Passwort des Flashdrives und finden neben völlig sinnlosen Zahlenreihen auch eine Liste mit Namen, die alle die Initialen „AM“ haben. O’Donnell bringt die Adresse von Tony Swan, einem weiteren Mitglied ihrer früheren Einheit, in Erfahrung. In seinem Haus finden sie aber nur Swans Hund, der an Dehydrierung gestorben ist. Reacher vermutet, dass jemand versucht, die Special Investigators auszulöschen. In Rückblenden zur gemeinsamen Zeit beim Militär wird gezeigt, wie sich die Special Investigators zum ersten Mal treffen und nach einer gewonnenen Kneipenschlägerei trotz anfänglicher Missstimmung zu einem eingeschworenen Team werden. |           |                                      |                               |                          |                                           |               |                                   |
| 10 | 2         | Atlantic City                        | What Happens in Atlantic City | 15. Dez. 2023            | 15. Dez. 2023                             | Sam Hill      | Scott Sullivan                    |
| Reacher, Neagley und O’Donnell werden von einem Mann in einem Wagen verfolgt. Reacher schlägt ihn bewusstlos, findet aber zu spät heraus, dass es sich um den Polizisten Gaitano Russo handelt. Nun werden sie außerdem vom NYPD gesucht. Da neben Swan auch ihre ehemaligen Kameraden Jorge Sanchez und Manuel Orozco vermisst werden, folgen die Teammitglieder den Spuren und beschließen, nach Atlantic City zu fahren. Möglicherweise deuten die mysteriösen Zahlenreihen auf betrügerische Bilanzfälschungen in einem der Spielcasinos hin. Als sie ihr Fahrzeug loswerden möchten, um einer Entdeckung durch die Polizei zu entgehen, treffen sie auf Karla Dixon aus ihrer früheren Einheit. Sie hat kürzlich einen Undercover-Auftrag beendet und schließt sich dem Team an, nachdem sie unter ihrem falschen Namen einen SUV angemietet hat. In Atlantic City bietet ihnen der besorgte Sicherheitschef eines der Casinos eine luxuriöse Suite zur Unterstützung der Ermittlungen an. Derweil befiehlt Shane Langston, der Kopf der Verbrecher, seinen Handlangern, die verbliebenen Special Investigators zu töten. Reacher und Dixon können ihre Verfolger jedoch auf einer Baustelle überwältigen und die Leichen verstecken. Anschließend teilt Reacher Langston telefonisch den Misserfolg seiner Anweisungen mit. Im Fahrzeug der beseitigten Schergen findet er einen Parkschein des Unternehmens New Age Technologies. Zurück im Casino erfährt das Team vom Sicherheitschef, dass bei den anderen Spielbanken keine Hinweise auf finanzielle Unregelmäßigkeiten vorliegen. Darüber hinaus wurden in der Umgebung von New York City die Leichen von Sanchez und Orozco unter ähnlichen Umständen wie bei Franz aufgefunden. Rückblende: Während der Militärzeit entdeckt Dixon Ungereimtheiten bei der Betankung von Frachtflugzeugen der Armee in Afghanistan. Da es sich bei dem ungewöhnlichen Übergewicht Reachers Überlegungen zufolge um Schmuggelware in den transportierten Humvees handeln könnte, kommen die Sonderermittler überein, den Fall näher zu untersuchen. |           |                                      |                               |                          |                                           |               |                                   |
| 11 | 3         | Ein Bild sagt mehr als tausend Worte | Picture Says a Thousand Words | 15. Dez. 2023            | 15. Dez. 2023                             | Omar Madha    | Penny Cox                         |
| In einer Rückschau wird gezeigt, wie Langston Franz foltert, um an Informationen zu gelangen. Bevor dieser aus dem Hubschrauber geworfen wird, kündigt er an, dass sich bald ein „großer Kerl“ an Langston rächen wird. Zurück in der Gegenwart beschafft Reacher Waffen für sein Team, bevor er und O’Donnell von Russo verhaftet werden. Der Polizist berichtet, dass infolge seiner Ermittlungen ein Verdächtiger für die Morde identifiziert worden ist: Azari Mahmoud, der unter verschiedenen Decknamen mit dem Kürzel „AM“ in Erscheinung tritt. Indessen suchen Neagley und Dixon die Büros von New Age Technologies auf, wo ihnen die Produktionsleiterin Marlo Burns die Anschrift von Trevor Seropian gibt, der die verbliebenen Ermittler liquidieren sollte. Auf dem Flughafen von Denver stellt „AM“ fest, dass er beschattet wird und seine Pseudonyme damit aufgeflogen sind. Daraufhin teilt er Langston mit, seine geplante Ankunft in New York City werde sich verzögern. Unterdessen entdeckt Dixon, dass die Liste der auf dem USB-Stick entdeckten Zahlen aus Tagen und Monaten besteht. Reacher, Neagley, Dixon und O’Donnell statten Seropians Haus in Erwartung eines Hinterhaltes einen Besuch ab und töten mehrere Söldner, die für New Age arbeiten. Nachdem die Verstrickung des Technologieunternehmens in das illegale Geschäft bewiesen ist, durchsuchen die Teammitglieder den Hauptsitz und finden Beweise dafür, dass Swan dort als Angestellter unter seinem Chef Langston arbeitet. Rückblende: Die Sonderermittler stoßen über ein auffälliges Drachensymbol an der Leiche eines vor einem Offiziersclub ermordeten Soldaten auf Verbindungen zu den laufenden Untersuchungen, die auf Drogenschmuggel hindeuten. Für den Fall, den sie daraufhin Operation „Kite Runner“ (deutsch: Drachenläufer) nennen, interessiert sich auch der befehlshabende Lt. Col. Hortense Fields. |           |                                      |                               |                          |                                           |               |                                   |
| 12 | 4         | Little Wing                          | A Night at the Symphony       | 22. Dez. 2023            | 22. Dez. 2023                             | Omar Madha    | Cait Duffy                        |
| Während die Teammitglieder die sichergestellten Dokumente von New Age untersuchen, sind sie sich über Swans tatsächliche Beweggründe uneinig, obwohl er nachweislich als stellvertretender Sicherheitschef des Unternehmens fungiert. Mithilfe von Aufzeichnungen des Senators Lavoy finden die Teammitglieder heraus, dass New Age mit dem Verteidigungsministerium unter Umgehung der Vorschriften einen Vertrag namens „Little Wing“ abgeschlossen hat. Währenddessen tötet „AM“ vor dem Flug nach New York City einen ähnlich aussehenden plastischen Chirurgen in Denver, um dessen Identität anzunehmen. Die Teammitglieder verfolgen den Rechtsberater des Senators nach Boston, wo Dixon Oscar Finlay dabei hilft, den Berater zu verhaften, um Informationen aus ihm herauszupressen. Dieser verrät Reacher und O’Donnell, dass „Little Wing“ ein Projekt an den New-Age-Standorten in Denver und New York City bezeichnet, in dem ferngelenkte Raketen mit einer innovativen Steuerungssoftware entwickelt werden, die ihre Ziele zuverlässig treffen. Reacher folgert, dass ein Kreis von Mitarbeitern des Unternehmens plant, 650 Raketen für 100.000 US-Dollar pro Stück an „AM“ zu verkaufen, damit in der Folge Terroranschläge verübt werden können. In der Nacht werden die Teammitglieder von einer Rocker-Gruppe überfallen, es gelingt ihnen jedoch, die Angreifer zu überwältigen. Reacher ruft erneut Langston an, der ihn mit einem Bestechungsversuch auf seine Seite bringen möchte. Reacher weigert sich und kündigt an, Langston ebenfalls aus einem Hubschrauber werfen zu wollen. Rückblende: Während einer Drogenrazzia auf dem Militärgelände stellen die Sonderermittler eine große Menge Heroin mit hohem Reinheitsgrad sicher. Bei der Nachkontrolle bemerkt Dixon, dass einer der Rauschgiftbeutel fehlt und sich noch in Swans Wagen befindet. Obwohl Swan beteuert, das Paket müsse während der Fahrt heruntergefallen sein, wird Neagley misstrauisch. |           |                                      |                               |                          |                                           |               |                                   |
| 13 | 5         | Beerdigung                           | Burial                        | 29. Dez. 2023            | 29. Dez. 2023                             | Carol Banker  | Scott Sullivan                    |
| Neagley und Dixon besuchen die New-Age-Niederlassung in Denver und geben vor, als Mitarbeiter einer staatlichen Behörde die Raketen inspizieren zu wollen, stellen jedoch fest, dass die Waffen bereits in einem Truck weggebracht wurden. Einer von „AM“s Schergen inszeniert eine Panne eines anderen Lastwagens auf der abgelegenen Route und bringt den hilfsbereiten Fahrer der wertvollen Fracht um. Aus dem Anhänger des angeblichen Pannenfahrzeuges steigen drei weitere bewaffnete Helfer. Neagley und Dixon, die den ersten Lastwagen verfolgt haben, nähern sich dem Tatort, kurz nachdem die Handlanger die Auflieger ausgetauscht haben. Der erste Helfer fährt mit der Ware davon, bevor Neagley und Dixon die anderen drei töten können. Aus den Unterlagen, die beide von einem Mitarbeiter des New-Age-Werkes in Denver erhalten haben, erfahren sie, dass Swan den Auftrag persönlich abgezeichnet hat. Unterdessen besuchen Reacher und O’Donnell Washington, D.C. und begeben sich zur Heimatschutzbehörde, um Erkundigungen über „AM“ einzuholen. Senator Lavoy fängt Reacher ab und bietet eigennützig seine Unterstützung zur Verhinderung möglicher Terroranschläge an. Die Teammitglieder kehren zur Beerdigung von Franz nach New York City zurück, wo Reacher auf Russo trifft und ihn zur Rede stellt. Der Polizist verrät, dass Langston und die gesamte New-Age-Sicherheitsabteilung mit Ausnahme von Swan ehemalige NYPD-Kriminalbeamte sind, die sich wegen interner Ermittlungen vorzeitig in den Ruhestand begeben haben. Während der Beerdigung versuchen zwei Auftragsmörder, die Teammitglieder umzubringen. Im Feuergefecht wird einer der Scharfschützen getötet. Reacher und Russo verfolgen den anderen im Wagen und drängen ihn von der Straße. Unter Druck gesetzt, gibt er zu, von Swan bezahlt worden zu sein. Als er ein verlassenes Gebäude betritt, um seine Bezahlung abzuholen, kommt es zu einer Explosion. Rückblende: Reacher und Swan geben sich als Dealer aus, um an die Hintermänner des Drogenschmuggels heranzukommen. Während der Verhandlungen mit den Unterhändlern erkennt ein zufällig eintreffender Lieferbote Swan von einem früheren Kontakt als ehemaliger Träger einer Uniform der Militärpolizei wieder. Bei dem nachfolgenden Schusswechsel mit den alarmierten Dealern wirft sich Swan schützend vor Reacher und rettet so sein Leben. |           |                                      |                               |                          |                                           |               |                                   |
| 14 | 6         | Selbstloses Opfer                    | New York’s Finest             | 5. Jan. 2024             | 5. Jan. 2024                              | Carol Banker  | Cait Duffy & Michael J. Gutierrez |
| Nachdem sich die Hoffnung zerschlagen hat, die Hintermänner über den Auftragskiller aufzuspüren, gibt Russo dem Team einen Hinweis auf das verlassene Fahrzeug der flüchtigen Marlo Burns außerhalb Manhattans. Es gelingt ihnen, den Aufenthaltsort der New-Age-Managerin mithilfe der IP-Adresse der Spielkonsole ihrer Tochter Jane ausfindig zu machen. Bei der Befragung beteuert sie, Swan habe versucht, die verdeckten Geschäfte von New Age offenzulegen und zu diesem Zweck seine alten Kameraden Franz, Sanchez und Orozco kontaktiert. Zudem habe Langston damit gedroht, sie und ihre Tochter zu töten, sollte sie sich mit Swan verbünden. Bei einem Besuch im Haus seines Vorgesetzten Lt. Marsh erfährt Russo, dass dieser von New Age bestochen wurde, um Informationen über die Aktivitäten der Teammitglieder weiterzugeben. Als Russo versucht, Jane mit seinem Wagen in Sicherheit zu bringen, werden beide von bewaffneten Männern quer durch die Stadt verfolgt. In Bedrängnis bittet Russo das Team um Unterstützung. Reacher und seine Mitstreiter sind aber gerade mit der Umsetzung ihres Planes beschäftigt. Burns soll als Köder dienen, um Langston auf einem abgelegenen Busparkplatz in eine Falle zu locken. Durch Russos Anruf gerät die Operation außer Kontrolle. Reacher verbleibt als Einziger am Ort und kann Langstons Handlanger zwar geräuschlos ausschalten, doch der Sicherheitschef von New Age entkommt mit einem bereitgestellten Helikopter. Derweil spüren Neagley, Dixon und O’Donnell den in die Enge getriebenen und im Schusswechsel schwer verwundeten Russo in einer Sackgasse auf. Während der letzte verbliebene Angreifer unschädlich gemacht und Jane gerettet werden kann, stirbt Russo in Neagleys Armen. Rückblende: Kurz vor dem Abschluss der Operation „Kite Runner“ weist Lt. Col. Fields die Einheit überraschend an, die Ermittlungen mit sofortiger Wirkung einzustellen, weil die Aufdeckung illegaler Drogengeschäfte einen schlechten Eindruck in der makellosen militärischen Karriere des kommandierenden Offiziers hinterlassen und seine kurz bevorstehende Beförderung gefährden würde. Alle in den Fall verwickelten Personen sollen mit geringfügigen Strafen angeklagt und ehrenhaft entlassen werden. Reacher akzeptiert den Befehl nur widerwillig. |           |                                      |                               |                          |                                           |               |                                   |
| 15 | 7         | Ein Mann zieht es durch              | The Man Goes Through          | 12. Jan. 2024            | 12. Jan. 2024                             | Julian Holmes | Penny Cox & Lillian Wang          |
| Reacher und sein Team beschließen, Burns und ihre Tochter an einen sicheren Ort zu bringen, den Dixon von früher kennt. Anschließend konfrontiert Reacher Lt. Marsh mit den Korruptionsvorwürfen, die der verstorbene Russo in Erfahrung gebracht hat. Bevor Marsh von Reacher umgebracht wird, teilt er ihm den Namen des Auftragskillers mit, der von Langston angeheuert wurde, um Russo zu töten. Als Ärzte verkleidet, entlocken Reacher und Neagley dem verletzt im Krankenhaus liegenden Mann Auskünfte zu den illegalen Geschäften mit „AM“ und sorgen aus Rache dafür, dass dieser kurz darauf an einer Embolie stirbt. Auf der Flucht treffen sie auf einen weiteren von Langstons Helfern und bringen ihn noch vor einer möglichen Befragung versehentlich um. Bei einem Telefonat mit Langston erfährt Reacher, dass Dixon und O’Donnell in ihrem Versteck aufgespürt und in die New Yorker Firmenzentrale von New Age gebracht worden sind. Aus taktischen Gründen behauptet Reacher, Neagley sei im Kampf mit dem Killer ums Leben gekommen. Unterdessen werden die beiden Geiseln von Langstons Männern gefoltert. Reacher erinnert Senator Lavoy an sein Versprechen und fordert dessen persönliches Sicherheitsteam zur Unterstützung an. Während Neagley in sicherer Entfernung wartet, betritt Reacher das Firmengelände von New Age und lässt sich unter den Augen von Langston und den Gefangenen vom Wachschutz widerstandslos abführen. Rückblende: Reacher teilt seiner Einheit mit, dass der Drogenverkauf auf einem verlassenen Militärgelände kurz bevorsteht. Obwohl sich alle Anwesenden den Konsequenzen der Befehlsverweigerung bewusst sind, entscheiden sie, die Operation fortzusetzen. In der Nacht werden die drei beteiligten Soldaten am Übergabeort von den Sonderermitteln festgesetzt und die kurz danach eintreffenden Drogendealer in einem Feuergefecht liquidiert. Das Rauschgift befindet sich in den Reservereifen der Humvees versteckt. Als das Team am nächsten Tag den erfolgreichen Abschluss der Operation feiert, verkündet der aufgebrachte Lt. Col. Fields die Auflösung der Einheit. |           |                                      |                               |                          |                                           |               |                                   |
| 16 | 8         | Abrechnung                           | Fly Boy                       | 19. Jan. 2024            | 19. Jan. 2024                             | Julian Holmes | Scott Sullivan                    |
| Nachdem Reacher gefesselt und in die Firmenräume von New Age gebracht wurde, setzt Langston das Verhör unter Anwendung von Gewalt fort. Er habe zwischenzeitlich erfahren, dass Neagleys Tod nicht der Wahrheit entspricht, und versucht erfolglos, ihren Aufenthaltsort zu erpressen. Ferner erklärt Langston, der getötete Swan habe mit der Unterzeichnung wichtiger Dokumente als Sündenbock für den Deal gedient. Zum Beweis legt er Swans zurückbehaltenen Augapfel und Finger vor, mit deren Hilfe der Zutritt zu biometrisch gesicherten Bereichen des Unternehmens ermöglicht wurde. In einem unbeobachteten Moment befreit sich Reacher mit einem am Schuh befestigten Nagel von den Handschellen. Neagley schaltet derweil zwei Wachen aus, sodass die von Senator Lavoy angeforderten Sicherheitskräfte in das Gebäude eindringen können. Diese liefern sich zusammen mit Reacher und Neagley einen bewaffneten Kampf mit Langstons Mitarbeitern. Der Sicherheitschef flüchtet mit einem seiner Helfer zum Helikopter, um „AM“ zu treffen und nach der Abwicklung des Geschäftes das Land zu verlassen. Im letzten Moment gelingt es Reacher, sich an das abhebende Fahrwerk zu hängen und die Kabine zu erreichen, in die auch Dixon und O’Donnell an eine Trage gefesselt gebracht worden sind. Obwohl Reacher mit einem Messer verletzt wird und Dixon beinahe durch die geöffnete Ladeluke fällt, können beide den Handlanger ausschalten. Langston selbst wird – wie zuvor von Franz angekündigt – von Reacher aus der Kabine geworfen. Anschließend bringt der verängstigte Pilot das Team zum verabredeten Treffpunkt. Als „AM“ dort eintrifft, wird er von den Teammitgliedern überrascht und nach einer vergeblichen Befragung zu seinen Auftraggebern erschossen. Der Pilot und ein New-Age-Ingenieur, der die Installation der Steuerungschips erklären sollte, werden scheinbar freigelassen. Doch deren Flucht mit dem Hubschrauber endet abrupt, weil Neagley eine Little-Wing-Rakete aus der Lieferung testweise abfeuert. Die inzwischen eingetroffenen vermeintlichen Komplizen von Lavoy wenden sich plötzlich gegen das Team, um den Vorfall zu vertuschen. Reacher hatte jedoch mit dem Verrat gerechnet und das Heimatschutzministerium vorab informiert, welches kurz darauf auch den korrupten Senator verhaftet. Die Sonderermittler behalten die Inhaberschuldverschreibungen des Käufers in Höhe von 65 Millionen US-Dollar und vereinbaren eine Verteilung des Geldes an die Hinterbliebenen der ermordeten Kameraden und anderer Opfer. Dixon, Neagley, O’Donnell sowie ihre Familien erhalten ebenfalls einen Anteil. Nach einer letzten gemeinsamen Übernachtung mit Dixon verabschiedet sich Reacher vom Team. Seine Belohnung besteht aus einem Jahrespass für ein Fernbusunternehmen. Mit unbestimmtem Ziel fährt er davon. |           |                                      |                               |                          |                                           |               |                                   |

### Staffel 3
| Nr. (ges.) | Nr. (St.) | Deutscher Titel       | Originaltitel          | Erstveröffentlichung USA | Deutschsprachige Erstveröffentlichung (D) | Regie       | Drehbuch               |
| ---------- | --------- | --------------------- | ---------------------- | ------------------------ | ----------------------------------------- | ----------- | ---------------------- |
| 17         | 1         | Undercover            | Persuader              | 20. Feb. 2025            | 20. Feb. 2025                             | Sam Hill    | Scott Sullivan         |
| 18         | 2         | Geheimnisvolle Fracht | Truckin’               | 20. Feb. 2025            | 20. Feb. 2025                             | Sam Hill    | Penny Cox              |
| 19         | 3         | Die neue Nummer 2     | Number 2 with a Bullet | 20. Feb. 2025            | 20. Feb. 2025                             | Gary Felder | Cait Duffy             |
| 20         | 4         | Dominique             | Dominique              | 27. Feb. 2025            | 27. Feb. 2025                             | Sam Hill    | Lillian Wang           |
| 21         | 5         | Rückschlag            | Smackdown              | 6. März 2025             | 6. März 2025                              | Sam Hill    | Michael J. Gutierrez   |
| 22         | 6         | Russisches Roulette   | Smoke on the Water     | 13. März 2025            | 13. März 2025                             | Sam Hill    | Scott Sullivan         |
| 23         | 7         | Trip nach L.A.        | L.A. Story             | 20. März 2025            | 20. März 2025                             | Sam Hill    | Penny Cox & Cait Duffy |
| 24         | 8         | Offene Rechnung       | Unfinished Business    | 27. März 2025            | 27. März 2025                             | Sam Hill    | Scott Sullivan         |

## Figuren

### Jack Reacher (Reacher)
Jack Reacher, der Protagonist, der meistens nur Reacher genannt wird (vor allem weil er selber es so will, wie gleich zu Anfang der Serie klar wird), ist ein sozial eher zurückhaltender, kräftig gebauter ehemaliger Militärpolizist, der als potentieller Verbrecher und Zivilist auftritt. Er hat eine sehr schnelle Auffassungsgabe, sammelt allerdings Informationen über Leute und Vorgänge so lange im Geheimen, bis er sie gegen sie verwenden oder wenigstens ihnen gegenüber gebrauchen kann. Er verhält sich in Konflikten meist passiv, aber nicht unbedrohlich, wodurch viele schon vor einer Auseinandersetzung damit enden, dass sich sein Gegenüber zurückzieht. Im Falle einer körperlichen Auseinandersetzung kommen seine beim Militär erlernten Kampffähigkeiten zum Tragen.

### Officer Roscoe Conklin
Die Polizistin Roscoe Conklin, die durch eine Auseinandersetzung mit ihrem Vorgesetzten Chief Detective Oscar Finlay vorgestellt wird, hält sich einerseits nicht an jede Regel und Vorgabe in ihrem Beruf, besteht allerdings andererseits darauf, es zu tun. Conklins Familienlinie kann bis zu den Gründern von Margrave zurückverfolgt werden und ihre Ahnen waren maßgeblich am Aufbau des Ortes beteiligt. Ihre Eltern starben beide bei einem Autounfall, als sie noch klein war. Sie überlebte den Unfall und ihre Großmutter, die sie „Meemaw“ nannte, kümmerte sich bis zu ihrem Tod aufopfernd um ihre Enkelin. Roscoes Vater war ebenfalls Polizeibeamter und sie strebte danach, so zu werden wie er.

### Chief Detective Oscar Finlay
Oscar Finlay ist der leitende Chief Detective der Polizei in Margrave und zugleich der Captain der örtlichen Polizeiwache. Finlay stammt aus Boston und besuchte die Universität Harvard. Nach seinem Abschluss arbeitete er über 20 Jahre lang für das Bostoner Police Department. Nachdem seine Frau erkrankt und daraufhin verstorben war, wechselte er kurzfristig seinen Wohnort und ließ sich zum Police Department Margrave versetzen, um nicht mehr durch die Umgebung Bostons permanent an seine Frau erinnert zu werden. Oscar Finlay sieht in Reacher anfänglich einen Verdächtigen, erkennt jedoch schnell, dass beide grundsätzlich nur die Morde im idyllischen Margrave aufzuklären versuchen – wenn auch mit ungleichen Mitteln.

### KJ (Kliner Jr.)
KJ ist der Sohn des stadtbekannten und hochangesehenen Geschäftsmanns Mr. Kliner Senior und der Cousin von Dawson Kliner. Er gilt als stadtbekannter Unruhestifter und schwärmt für Officer Roscoe Conklin. Seit Reachers Ankunft in Margrave ist er an dessen Aktivitäten sehr interessiert. Durch das Vermögen seines Vaters stehen KJ vielerlei Möglichkeiten offen, von welchen er auch rege Gebrauch macht.

### Bürgermeister Grover Teale
Grover Teale ist der amtierende Bürgermeister der Stadt Margrave. Die Familie von Teale war nahezu von Beginn an am Aufbau des Ortes beteiligt. Als der gewählte Polizeichef Morrison bestialisch hingerichtet wird, ernennt sich Grover Teale selbst zum Polizeichef der Stadt. In Margrave geht das Gerücht umher, dass der Vater von Grover Teale den Musiker Blind Blake totschlug, weil dieser mit seinem Sohn Grover auf offener Straße zusammenstieß. Teale selbst hält große Stücke auf den Geschäftsmann Kliner Sr. und versucht unter allen Umständen die Polizei daran zu hindern, dass dieser in den aktuellen Mordfällen unter Verdacht gestellt und befragt wird.

## Soundtrack

### Staffel 1

#### 1. Willkommen in Margrave
1. Howlin’ Wolf – Smokestack Lightning
2. Lowpass Lushes feat. 1STCLSS – Line Em Up
3. Howard Tate – Get It While You Can
4. Jordan Max – Let Me Do My Thing
5. Mississippi Fred McDowell – Shake ‘Em on Down’
6. The Rolling Stones – Can’t You Hear Me Knocking

#### 2. Frankensteins Monster
1. Naked Blue – Midnight Train
2. Patsy Cline – Crazy
3. The Shys – Call In The Cavalry

#### 3. Falschgeld
1. Black Joe Lewis & The Honeybears – PTP
2. Boz Scaggs – Lowdown
3. Jade Jackson – Good Time Gone
4. Howlin’ Wolf – Spoonful
5. Richard Rose – Red Telephone

#### 4. Joes Geheimnis
1. Steve Freund & Gloria Hardiman – Let Me Down Easy
2. Correy Harris – Mama Got Worried
3. 38 Special – Caught up in you

#### 5. Der Wikinger
1. Nathan Bartell – Top Going Down, Bottom Going Up
2. The Smokin' Kills – City of Angels
3. Joy Room – Late At Night

#### 6. Auf der Flucht
1. Kansas – Carry On Wayward Son
2. Norman Greenbaum – Spirit In The Sky

#### 7. Einer gegen alle
1. Charles Bradley (feat. The Bullets) – Ain’t It A Sin
2. The Owsley Brothers – Bad Ju Ju

#### 8. Der letzte Kampf
1. Craig Erickson – If You Will
2. Chris Cain – Down On The Ground
3. DL Rossi – Good Woman
4. Blind Blake – Police Dog Blues

## Hintergrund
Paramount Television gab an, dass die Filmreihe mit dem Titel Jack Reacher und Tom Cruise in der Hauptrolle nach zwei Filmproduktionen zugunsten der Serie eingestellt werden soll.
Der größte Teil der ersten Staffel wurde vom 15. April bis zum 30. Juli 2021 in Toronto abgedreht.

## Sonstiges
- Alan Ritchson hat im Voraus, um sich auf seine Rolle als Jack Reacher vorzubereiten, alle 24 Romane von Lee Child gelesen. Auch bestand Ritchson darauf, keine Stuntmen für die Kämpfe und Action-Szenen einzusetzen, sondern alle Stunts selbst auszuführen.[1]
- Die sechste Episode heißt im Englischen Papier, wobei sie für die deutsche Übersetzung dennoch umbenannt wurde.
- Lee Child hat am Ende der letzten Episode der ersten Staffel[9] einen Cameoauftritt.
- Vor den Dreharbeiten zur Serie wog Alan Ritchson „nur“ ca. 102,5 kg. Für die Rolle musste er 15 kg an Masse zunehmen, um der Serienfigur aus den Büchern eher zu entsprechen. Die Produzenten sorgten dafür, dass Ritchson für diesen Zweck einen schier endlosen Nahrungsvorrat zur Verfügung hatte.[1]
- In der ersten Folge der zweiten Staffel sagt ein Handlanger von Shane Langston, welcher von Robert Patrick gespielt wird, dass Neagley sich unter dem Namen Sarah Connor in einem Hotel eingemietet hat und fragt Langston daraufhin, wer Sarah Connor ist, was dieser mit den Worten „Das ist mir scheißegal“ kommentiert. Dies dürfte eine Anspielung auf den Film „Terminator 2 – Tag der Abrechnung“ sein, in dem der Terminator T-1000, ebenfalls gespielt von Robert Patrick, Jagd auf eine Frau mit dem Namen Sarah Connor macht.

## Rezeption
Auf Rotten Tomatoes erreichte die Serie auf dem „Tomatometer“ 88 % und das Publikum beurteilte sie mit 95 % noch wohlwollender.
Die Besucher der IMDb bewerteten die Serie mit durchschnittlich 8,3 von 10 Sternen.

## Kritiken
„Reacher bedient sich altbewährter Genre-Konventionen, vermengt diese aber derart stimmig mit dem Zeitgeist von heute, dass ein einmaliger Mix aus traditionellen und modernen Elementen entsteht.“

„Die Reacher-Romanreihe amüsiert auch Menschen, die mit Selbstjustizgeschichten sonst wenig anfangen können. Kollegen und Kolleginnen bewundern Lee Child nicht nur des puren Markterfolgs wegen, auch Schriftstellerinnen und Schriftsteller, die ganz anderes als Genreliteratur schreiben, haben sich schon zu Reacher bekannt. Der Serie darf man einen ähnlichen Erfolg vorhersagen. Nirgends sonst kann man sich für kurze Zeit noch mal wie ein Fünfjähriger fühlen, der ganz sicher ist, dass die Welt Probleme haben mag, dass Papa oder Mama die aber am Ende immer richten können.“